# The Hackberry Ramblers
The Hackberry Ramblers (également connu sous le nom de The Riverside Ramblers) est un groupe de musique cadienne formé en 1933 par le violoniste Luderin Darbonne et le guitariste et accordéoniste Edwin Duhon. Il interprète non seulement la musique cadienne mais aussi de la musique country et du rock 'n' roll. Il est toujours en activité ce qui fait de lui, selon les dires de ses musiciens : « le plus vieux groupe du monde ».